# Полоскун бороздчатый

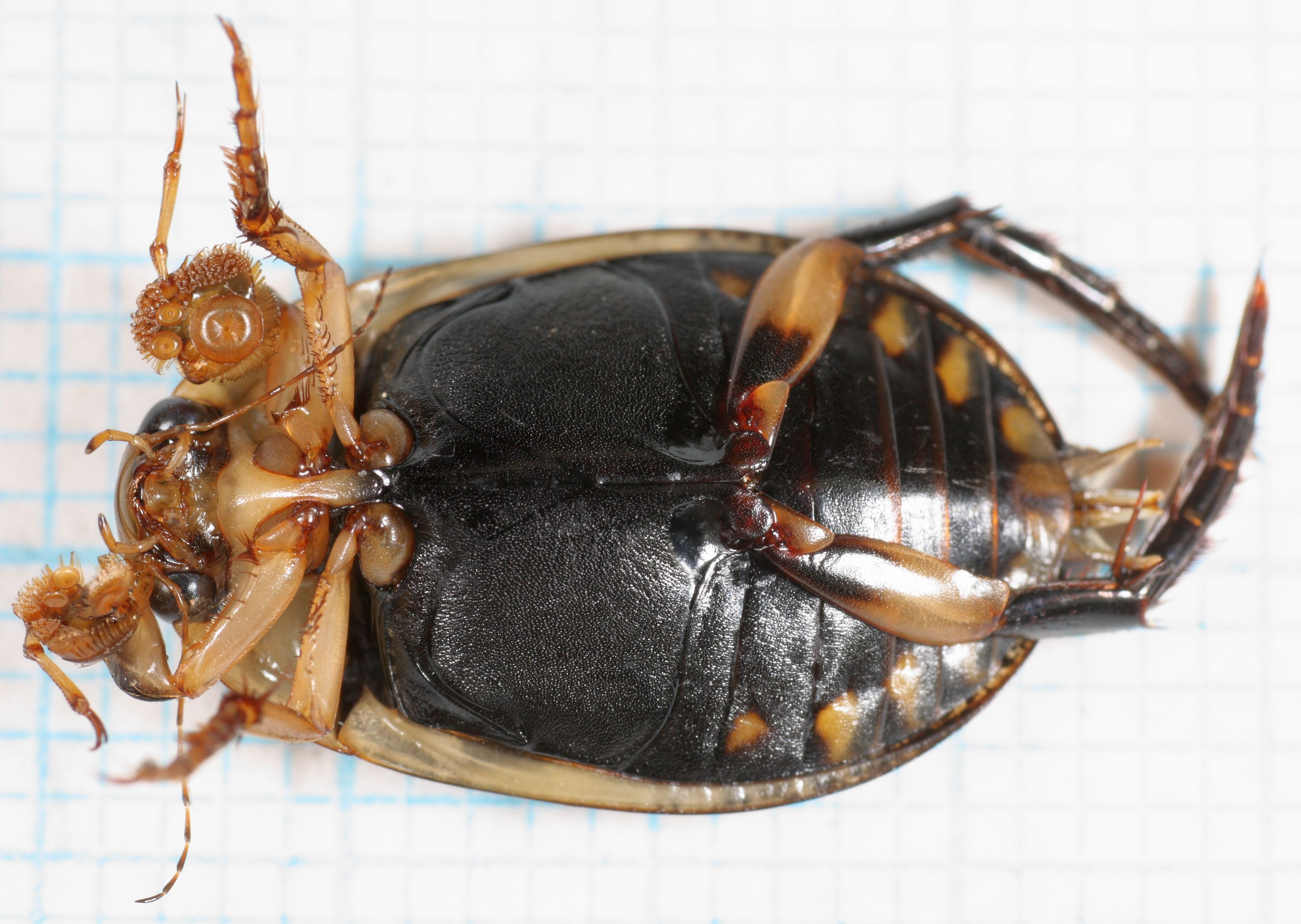
У самца передние лапы с присосками

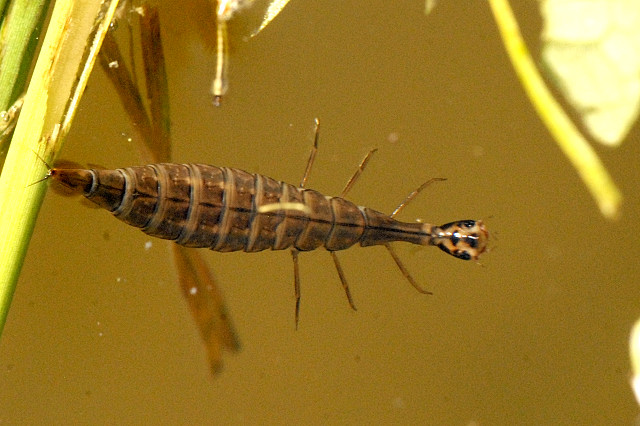
Личинка

Полоскун бороздчатый (лат. Acilius sulcatus) — вид жуков-плавунцов из подсемейства Dytiscinae. Распространён в Европе (включая Европейскую часть России), северо-западной Африке, полуостровной Малой Азии, Сибири, Приморском крае, Сахалинской области и на острове Хонсю (Япония).

## Описание
Длина тела имаго 15—18 мм.
Имаго данного вида от представителей других видов своего рода отличаются следующими признаками:
- задние голени, лапки и основание бёдер чёрно-бурые или чёрные[2];
- задние бёдра с чёрным пятном у основания[3][2];
- весь первый стернит брюшка и вся нижняя сторона тела чёрные[3][2].

## Экология
Представители данного вида населяют различные водоёмы, в том числе пруды, заводи, топи, заливные поля (в т. ч. рисовые чеки).
Жуки, как и личинки, хищники. Охотятся на водных беспозвоночных, например, на личинок различных двукрылых, нимф стрекоз (например, Coenagrion), личинок ручейников и веснянок, а также различных ракообразных — водяной ослик, Gammarus, дафнии, и взрослых водных клопов (например, гребляк штриховатый).
Личиночные стадии энергичные хищники, питающиеся в основном дафниями, но также охотятся на тех же беспозвоночных, которыми питаются имаго, но кроме имаго крупных водных клопов. В сутки личинка способна съедать большое количество дафний — в пять раз превышающее вес самой личинки. Они охотятся одинаково активно как при свете дня так и в тёмное время суток. Это хорошие хищники личинок кровососущих комаров и могут быть использованы как биологические агенты по контролю комаров, переносящих различные заболевания опасные для человека.

## Синонимы
В синонимику вида входят следующие биномены:
- Acilius blancki Peyerimhoff, 1927[7]
- Acilius brevis Aubé, 1837[7]
- Acilius caliginosus Curtis, 1825[8]
- Acilius fasciatus (DeGeer, 1774)[7]
- Acilius laevisulcatus Motschulsky, 1845[8]
- Acilius punctatus (Scopoli, 1763)[7]
- Acilius scopolii (Gmelin, 1790)[7]
- Acilius scoticus Stephens, 1828[7]
- Acilius tomentosus Motschulsky, 1845[7]
- Acilius varipes Stephens, 1828[7]
- Dytiscus fasciatus DeGeer, 1774[8]
- Dytiscus punctatus Scopoli, 1763[8]
- Dytiscus scopolii Gmelin, 1790[8]
- Dytiscus sulcatus Linnaeus, 1758basionym[9]
- Dytiscus sulcatus Linnaeus, 1758[8]